# Símbols d'Aigües
L'escut i la bandera d'Aigües són els símbols representatius d'Aigües, municipi del País Valencià, a la comarca de l'Alacantí.

## Escut heràldic
L'escut oficial d'Aigües té el següent blasonament:
| « | Escut ibèric, verat [en realitat, verat en punta] d'argent i sable, amb bordura d'argent i carregant-hi la llegenda Veritas Vincit, en lletres de sable, en record dels Martínez de Vera; en cap, d'or, quatre pals de gules. Al timbre corona reial tancada. | » |

## Bandera
La bandera oficial d'Aigües té la següent descripció:
| « | Bandera de proporcions 2:3. Verada [en punta] de negre i gris perla o blanc. Emmarcada d'una franja gris perla o blanca. | » |

## Història
L'escut s'aprovà per Ordre de 27 de juny de 1989, de la conselleria d'Administració Pública, publicada en el DOGV núm. 1.108, de 17 de juliol del mateix any i correcció d'errades de 17 de febrer de 1994.
L'escut mostra les armes dels Martínez de Vera, antics senyors del poble. Al cap, les del Regne de València, ja que Aigües va formar part del terme d'Alacant des de 1252 fins al segle xix, i Alacant va ser vila reial.
La bandera s'aprovà per Resolució de 15 de febrer de 2011, del conseller de Solidaritat i Ciutadania, publicada en el DOCV núm. 6.464, de 21 de febrer de 2011.